# 船戸順
船戸 順（、1938年〈昭和13年〉11月26日 - 2021年〈令和3年〉5月26日）は、日本の俳優である。本名は岩井 常隆（）。血液型はB型。株式会社フジプランニング所属。
最初の妻は女優の香取環。2人目の妻は女優で日本舞踊家の岩井友見（十一代目岩井半四郎）。岳父は歌舞伎俳優の十代目岩井半四郎、岳母は女優の月城彰子。仁科亜季子・仁科幸子は義妹。

## 人物
和歌山県那賀郡岩出町（現・岩出市）字船戸出身。和歌山県立和歌山工業高等学校を卒業後、下津町役場の土木課に勤務していた。
1959年のミスター平凡コンテストへの入賞をきっかけとして東宝へ入社し、1960年の映画『地の涯に生きるもの』（監督：久松静児）でデビュー。1960年代は東宝の専属俳優として数々の大作映画に出演した。初主演作の『背広三四郎』シリーズでは、特技の柔道が活かされた。映画産業が斜陽化した1970年代からはテレビドラマに活路を広げ、昼ドラマに主演女優の相手役として出演する一方、時代劇や刑事ドラマでは主に悪役として活躍した。悪代官、悪徳刑事、ヤクザの親分、刺客役などで凄みのある演技を見せた。
1963年の『阿蘭陀物語』以降は舞台にも進出し、舞台を中心に活動していた。
2人目の妻の岩井友見とは芸能界でも有数のおしどり夫婦として知られ、胃腸薬「キャベジンコーワ」（興和）などのCMやテレビ東京系列で放送の旅番組『いい旅・夢気分』のレポーターなど、夫婦で出演する機会も多かった。
2013年に脳梗塞で倒れて以降は入退院を繰り返し、2021年1月15日に進行期肺がんであると診断されてからは入院生活を続けていた。
2021年5月26日、進行期肺がんによる呼吸器不全のために東京都内の病院で死去、82歳没。訃報は6月21日に所属事務所から公表された。妻の友見は「45年連れ添う間、私の最も深い理解者であり、心の支えでございました」とコメントした。

## 出演

### 映画
- 続・新日本珍道中 東日本の巻（1958年、新東宝）
- ハワイ・ミッドウェイ大海空戦 太平洋の嵐（1960年、東宝） - 片桐少尉[10]
- 女家族（1961年、東宝）
- 僕たちの失敗（1962年、東宝）
- 忠臣蔵 花の巻・雪の巻（1962年、東宝）
- 太平洋の翼（1963年、東宝） - 清水中尉[10][2]
- 大盗賊（1963年、東宝） - 明国公子[2]
- 宇宙大怪獣ドゴラ（1964年、東宝） - 新田刑事[出典 2]
- 太平洋奇跡の作戦 キスカ（1965年、東宝） - 三上少尉[10]
- 狙撃（1968年、東宝）
- 東宝8.15シリーズ（東宝）
  - 日本海大海戦（1969年） - 山岡参謀[10]
  - 激動の昭和史 軍閥（1970年） - 黒島先任参謀[2]
  - 激動の昭和史 沖縄決戦（1971年） - 作戦課員C[10]
- 奇々怪々 俺は誰だ?!（1969年、東宝） - 山中
- 日本の黒幕（1979年、東映）
- 隠密同心 大江戸捜査網（1979年、東宝） - 左平次
- ミスターどん兵衛（1980年、東映）
- 二百三高地（1980年、東映）[注釈 3]
- 炎のごとく（1981年、東宝）

### テレビドラマ
- 花のサラリーマン(1962 - 1963年、TBS)
- 夫婦百景（1962年 - 1964年、NTV）
- 東京コンバット（1968年、CX / 東宝） - 和田鑑識課員
- 鬼平犯科帳 第28話「縄張り」（1970年、NET / 東宝） - 岩渕の又蔵
- ワン・ツウ アタック! 第7話「涙をふッ飛ばせ」（1971年、12ch / 東宝） - 木下
- 花王 愛の劇場 / 人妻椿（1971年、TBS）
- 金メダルへのターン! （1971年、CX / 東宝）
- 剣客商売 第4話「井関道場、四天王」（1973年、CX / 東宝） - 小澤一衛
- 太陽にほえろ! （NTV / 東宝）
  - 第90話「非情の一発」（1974年） - 河野
  - 第650話「山村刑事左遷命令」（1985年） - 横井隆三代議士
- 傷だらけの天使（1974年、NTV / 東宝） - 松下刑事
  - 第1話「宝石泥棒に子守唄を」
  - 第6話「草原に黒い十字架を」
  - 第13話「可愛い女に愛の別れを」
- ライオン奥様劇場 / 妻の過去（1974年、CX）
- 阪急ドラマシリーズ / 河原町東入ル（1976年、KTV）
- 土曜ワイド劇場（ANB） 
  - 素晴らしいクリスマス 消えた一億円（1978年）
  - フルムーン探偵 日本三景めぐり（1984年）
  - 西村京太郎トラベルミステリー 寝台急行“銀河”殺人事件（1986年） - 井崎
  - 片岡孝夫の好青年探偵シリーズ 青いカラス連続殺人（1986年）
  - カルチャースクール連続殺人事件（1987年）
- お手々つないで（1977年 - 1978年、ANB）
- 大岡越前（TBS / C.A.L）
  - 第5部 第20話「酒に呑まれた男」（1978年6月19日） - 源次
  - 第6部 第21話「心の病の荒療治」（1982年7月26日） - 神原一郎太
  - 第7部 第19話「仇討ち夫婦駕籠」（1983年8月29日） - 稲葉源十郎
  - 第8部 第20話「札つき婆命を賭けた大芝居」（1984年12月3日） - 仙波弥十郎
- 水戸黄門（TBS / C.A.L）
  - 第9部 - 舟越鉄馬
    - 第1話「北国への旅立ち -水戸-」（1978年8月7日）
    - 第2話「死を賭けた武士道 -いわき-」（1978年8月14日）

  - 第10部 第11話「黄門様は呼びこみ日本一!! -四日市-」（1979年10月22日） - 南京長次
  - 第14部 第12話「偽黄門の悪退治 -大館-」（1984年1月16日） - 戸沢政憲
  - 第15部
    - 第12話「偽黄門様は喧嘩医者 -小倉-」（1985年4月15日） - 田川兵部
    - 第26話「黄門様の婿入り志願 -敦賀-」（1985年7月22日） - 瀬戸口左近

  - 第16部 第18話「悪が群がる隠し銀山 -大森-」（1986年8月25日） - 山村左内
  - 第22部 第23話「悪計暴いた備前焼 -岡山-」（1993年10月18日） - 斉木四郎兵衛
  - 第23部 第22話「白いお髭の意地比べ -萩-」（1995年1月9日） - 植村多聞
- 江戸の旋風シリーズ（CX / 東宝）
  - 同心部屋御用帳 江戸の旋風
    - 第4シリーズ 第5話「二ツの顔を持つ男」（1978年） - 原田
    - 第4シリーズ 第25話「愛と復讐の罠」（1979年） - 弥平次

  - 新・江戸の旋風 第22話「十年振りの手口」（1980年） - 音次郎
- 銭形平次（CX / 東映）
  - 第670話「手鏡を抱く女」（1979年） - 津島刑部
  - 第688話「花かんざしに愛を見た」（1979年） - 板倉屋
  - 第710話「御用船大爆破」（1980年） - 梶川主膳
  - 第813話「おしゃまな妖精」（1982年） - 池田屋
  - 第863話「謎の書置き」（1983年） - 伊八
- 桃太郎侍（NTV / 東映）
  - 第139話「奇蹟を運ぶ白い鳩」（1979年） - 天満屋利兵衛
  - 第215話「生みの親より育ての親か」（1980年） - 榊原弾正
- 江戸の激斗 第23話「遊撃隊、内部の敵!?」（1979年、CX / 東宝） - 仙田
- 新・座頭市 第3シリーズ 第21、22話「渡世人の詩（前、後篇）」（1979年、CX / 勝プロ） - 黒磯の喜三郎
- そば屋梅吉捕物帳 第11話「血を誘う能面の女」（1979年、12ch / 国際放映） - 兵藤数馬
- 必殺仕事人（ABC / 松竹）
  - 第30話「酔技田楽突き」（1979年） - 中塚六兵ヱ
  - 第54話「呪い技怪談怨霊攻め」（1980年） - 宮田宇右衛門
- 不毛地帯（1979年、MBS） - 有田雄策
- 日本名作怪談劇場 第6話「怪談 利根の渡」（1979年、12ch）- 治平
- 騎馬奉行 第14話「新春大当り千両くじ」（1980年、KTV / 東映） - 大槻頼母
- 大江戸捜査網 第428話「運命に泣く親子の慕情」（1980年、12ch / 三船プロ） - 叶屋
- 大捜査線 第15話「一枚の紙」（1980年、CX / ユニオン映画）
- 影の軍団 シリーズ（KTV）
  - 服部半蔵・影の軍団 第11話「花嫁と暗殺の鬼」（1980年） - 三田村孫兵衛
  - 影の軍団II 第11話「真夜中に上る死の煙」（1981年）- 三島左内
- 大激闘マッドポリス'80 第13話「スカイライダー大作戦」（1980年、NTV / 東映）
- 特命刑事 第8話「お父ちゃんのダイヤモンド」（1980年、NTV / 東映）
- 長七郎天下ご免! （ANB）
  - 第21話「初売り! 命を的のかわら版」（1980年） - 中井主水正
  - 第113話「春風、旅立ち、別れ雲」（1982年） - 稲垣備前守
- 暴れん坊将軍（ANB / 東映）
  - 吉宗評判記 暴れん坊将軍
    - 第95話「炎の海に虹を見た」（1980年） - 奥中治左衛門
    - 第130話「幼なじみは大奥の女」（1980年） - 篠原図書
    - 第172話「男を咲かせた日蔭の花」（1981年） - 沼沢蔵人

  - 暴れん坊将軍II
    - 第25話「叶わぬ夢のふたり酒」（1983年） - 堀部図書
    - 第43話「鉄火意気地のおんな河岸」（1984年） - 土屋相模守
    - 第98話「あゝ憎まれて五十年!」（1985年） - 加地右京

  - 暴れん坊将軍III 第8話「晴れて夫婦の目安箱」（1988年） - 松井伊予守
  - 暴れん坊将軍VI 第35話「絶体絶命! 大岡越前」（1995年） - 堀川縫殿助
- ゆるしません! （1980年 - 1981年、KTV / 宝塚映像） - 松山刑事課長
- 愛のホットライン（1981年、CX）
- 同心暁蘭之介 第3話「再会」（1981年、CX / 杉友プロ）
- 俺はご先祖さま 第8話「ねらわれた白雪姫」（1982年、NTV / オフィス・ヘンミ）
- 時代劇スペシャル（CX）
  - 仕掛人・藤枝梅安 梅安流れ星（1982年、東宝） - 林又右衛門
  - 髑髏検校（1982年、東映） - 松平伊豆守
  - 隠密くずれ 変幻くの一黄金城の秘密（1983年、東映） - 佐枝
- 影の軍団III 第25話「尼御前の陰謀」（1982年、KTV / 東映）
- 柳生十兵衛あばれ旅 第2話「赤い糸車の女」（1982年、ANB / 東映） - 牧野図書頭
- 遠山の金さん（ANB/東映） ※高橋英樹版
  - 第1シリーズ
    - 第16話「地獄をのぞいた犬と少年!」（1982年）- 仁左衛門
    - 第63話「怪奇乙女ガ池・青い日傘をさす女!」（1983年）- 空月
    - 第101話「危険な潜入! 赤い殺意に燃えた女」（1984年）- 榊原将監
    - 第130話「喪服の女に忍び寄る赤い罠!」（1985年）- 吉田清兵衛

  - 第2シリーズ 第16話「肝っ玉一代女!」（1986年）- 嵐清十郎
- 火曜サスペンス劇場（NTV）
  - 名無しの探偵 愛の疑惑（1983年）
  - 盲点 吹雪が消した心中事件の謎（1984年）
- 大奥 第11話「上様はさんまがお好き」（1983年、KTV / 東映） - 三木左近
- 眠狂四郎無頼控 第12話「闇の狩人! 少女を食べる鬼」（1983年、TX / 歌舞伎座テレビ） - 文造
- ザ・ハングマン シリーズ（ABC / 松竹芸能）
  - 新ハングマン 第23話「美女をエサにする国際サラ金」（1984年） - 狩野洋三代議士
  - ザ・ハングマン4 第18話「さらわれた令嬢が乱暴される!」（1985年） - 田所義一郎専務
- 新・大江戸捜査網 第10話「涙の子連れ犯科帳」（1984年、TX / ヴァンフィル） - 大月良順
- 暴れ九庵 第23話「契り」（1985年、KTV / 東宝） - 近江屋徳兵衛
- 特命刑事ザ・コップ 第12話「女刑事マリアが危ない!」（1985年、ABC / テレキャスト） - 柏木正太郎（柏木建設社長）
- 特捜最前線 第482話「警官失踪・闇に哭く銃声!」（1986年、ANB / 東映） - 小村房夫
- 田原坂（1987年、NTV / ユニオン映画） - 板垣退助
- 土曜ドラマスペシャル / おやじのヒゲ4（1988年、TBS / オフィス・ヘンミ）
- お江戸捕物日記 照姫七変化 第1話「暴れん坊姫の謎」（1990年、CX / 東映）
- 名奉行 遠山の金さん 第3シリーズ 第14話「サギ師金さんの弟現わる!」（1990年、ANB / 東映） - 中津川将監（元義弟の松方弘樹と共演）
- 社長になった若大将（1992年、TBS / オフィス・ヘンミ）
- 江戸を斬るVIII 第22話「噂の名医は牢の中」（1994年、TBS / C.A.L） - 源田洞庵
- 幸福の条件（1994年、NHK）
- 恋も2度目なら（1995年、NTV）
- 月曜ドラマスペシャル / 一色京太郎事件ノート 祇園花見小路殺人事件（1995年、TBS / オフィス・ヘンミ）
- あした天気に（1998年、NHK総合）
- 忠臣蔵〜決断の時（2003年、TX） - 吉田忠左衛門
- 女と愛とミステリー / 和久峻三サスペンス 滝警部補の事件日誌（2005年、TX / BSジャパン）

### 舞台
- 江利チエミ特別公演「喜劇 恋と私とやき芋と」
- 北島三郎特別公演
  - 木曽恋しぐれ
  - 幡隋院長兵衛（2010年9月、博多座 / 同11月、新歌舞伎座）
- 島倉千代子特別公演
  - からたち日記
  - 花の九段坂
- 八代亜紀特別公演「不知火おんな節」。他多数

### オリジナルビデオ
- ランニング・フォーエバー（1992年、創美企画）

### バラエティー番組
- 三枝の愛ラブ!爆笑クリニック（KTV） ※妻の岩井友見と出演。
- いい旅・夢気分（TX） ※妻と出演。
- レディス4（2009年5月21日、TX） ※妻と出演。
- 料理バンザイ!（ANB） ※妻と出演。
- クイズ日本人の質問（NHK総合）
- 花の女子校 聖カトレア学園（TX）
- スター爆笑Q&A（1990年12月17日、YTV）

### CM
- キャベジンコーワ（興和） - 妻の岩井友見と共演。